# Rudolf Schoenheimer
Rudolf Schoenheimer (10 mai 1898 - 11 septembre 1941) est un biochimiste germano-américain qui développe la technique de marquage isotopique des biomolécules, permettant une étude détaillée du métabolisme. Ces travaux révèlent que tous les constituants d'un organisme sont dans un état constant de renouvellement chimique.
Né à Berlin, après avoir obtenu son diplôme de médecine à l'Université Friedrich Wilhelm de cette ville, il étudie la chimie organique à l'Université de Leipzig, puis étudie la biochimie à l'Université de Fribourg où il devient responsable de la chimie physiologique.
Il passe l'année universitaire 1930-31 à l'Université de Chicago.
En 1933, à la suite de la montée au pouvoir des nazis, il part d'Allemagne pour l'Université Columbia pour rejoindre le département de chimie biologique. En collaboration avec David Rittenberg, du laboratoire de radiochimie de Harold Clayton Urey et plus tard avec Konrad Bloch, ils utilisent des isotopes stables pour étiqueter les denrées alimentaires et suivre leur métabolisme au sein des êtres vivants.
Il établit que le Cholestérol est un facteur de risque dans l'athérosclérose.
Il souffre de maniaco-dépression toute sa vie, ce qui le conduit en 1941 à se suicider en utilisant du Cyanure,.

## Jeunesse et éducation
Rudolf Schoenheimer est né à Berlin, en Allemagne, le 10 mai 1898. Il est le fils de Gertrude Edel et d'Hugo Schoenheimer, qui est médecin. Il est juif, mais sa famille s'est convertie au christianisme. Il fréquente les écoles locales de Berlin avant d'être diplômé du Dorotheen-Stadtische Gymnasium en 1916. Après avoir obtenu son diplôme, Schoenheimer est enrôlé dans l'armée allemande. Il sert dans l'artillerie sur le front occidental pendant deux ans pendant la Première Guerre mondiale. Après la guerre, il commence ses études de médecine à l'Université de Berlin. En 1922, il obtient son doctorat en médecine avec une thèse intitulée « Über die experimentelle Cholesterinkrankheit der Kaninchen » (« À propos de la maladie expérimentale du cholestérol chez les lapins »). Il passe ensuite un an à travailler à l'hôpital Moabit de Berlin en tant que pathologiste. Il poursuit ses recherches scientifiques pendant cette période et étudie la production d'athérosclérose chez les animaux par l'administration de cholestérol.
En 1924, Schoenheimer commence ses études de 3 ans à l'Université de Leipzig, dans un programme visant à faire progresser ses connaissances en chimie. Le programme est aidé par la Fondation Rockefeller et il a pour enseignant Karl Thomas, professeur de chimie physiologique à l'Université de Leipzig. Pendant son séjour à Leipzig, Schoenheimer développe une méthode de synthèse de peptides.

## Carrière
Après la fin de ses études à Leipzig, il passe une année à l'hôpital Moabit de Berlin en tant que pathologiste résident. Pendant ce temps, il commence ses recherches et ses études sur la question de l'athérosclérose. Ses premiers travaux publiés, datés de cette période, portent sur le développement de l'athérosclérose chez les animaux de laboratoire lorsqu'on leur administre du cholestérol. Il passe également du temps à travailler dans le laboratoire de Peter Rona à l'hôpital municipal de Berlin.
En 1926, Schoenheimer est invité par Ludwig Aschoff à rejoindre la faculté de l'Université de Fribourg. Là, il travaille comme professeur adjoint. L'investigation du matériel pathologique fait partie de ses tâches professionnelles. Pendant ce temps, il étudie également l'athérosclérose et le rôle du cholestérol alimentaire dans son développement. Il en devient professeur en 1927, puis chef de sa division en 1931.
En 1930, jusqu'en 1931, Schoenheimer est aux États-Unis en tant que Douglas Smith Fellow à l'Université de Chicago. Il entre alors en contact avec la Fondation Josiah Macy Jr, qui soutient Schoenheimer dans ses études sur l'athérosclérose. Après sa bourse, il retourne à l'Université de Fribourg, occupant le poste de chef du département de chimie pathologique.

### Université Columbia: 1933-1934
En 1933, l'Allemagne entre dans une crise politique et voit la montée d'Hitler et du parti nazi, ce qui conduit Schoenheimer à émigrer aux États-Unis. Schoenheimer a une ascendance juive dont il est conscient malgré la conversion de sa famille au christianisme. Schoenheimer a rejoint un mouvement de la jeunesse juive et est activement impliqué dans l'Organisation sioniste mondiale après la Première Guerre mondiale. Ludwig Kast est informé de cette situation et contacte les universités américaines, Cornell et Columbia au nom de Schoenheimer. Hans T. Clarke, président du département de chimie biologique de l'Université Columbia, invite Schoenheimer à travailler à l'université, au Département de chimie biologique en tant qu'assistant de recherche. La Fondation Josiah Macy fournit son salaire et son soutien à la recherche pendant qu'il travaille à Columbia où il s'oriente vers la chimie organique.

## Travail scientifique
Les travaux scientifiques de Schoenheimer portent sur la biochimie et les études métaboliques, son travail le plus important étant l'application des isotopes à l'étude du métabolisme intermédiaire. Les premiers travaux scientifiques de Schoenheimer dans les années 1920 sont centrés sur la physiologie et la pathologie des stérols.
En 1926, alors qu'il est à l'Université de Leipzig, Schoenheimer développe une méthode de synthèse de peptides. De 1903 à 1909, les travaux scientifiques d'Emil Fischer ont conduit à la synthèse de nombreux peptides, mais il y a des limites à sa méthode. Fischer utilise une méthode de couplage d'halogénure d'halogénure d'acide aminé halogéné. Une méthode appropriée est nécessaire, qui implique l'élimination d'un groupe de blocage amino par un processus non hydrolytique. Cette méthode est proposée pour la première fois par Rudolph Schoenheimer, car il utilise les découvertes antérieures de Michel Bergmann qui ont démontré qu'avec un mélange d'iodure d'hydrogène et d'iodure de phosphonium, les acides aminés p-toluènesulfonyle peuvent être détosylés par réduction. Schoenheimer utilise la méthode de couplage à l'azide introduite par Theodor Curtius et la méthode au chlorure d'acide introduite par Emil Fischer afin de fabriquer plusieurs peptides.

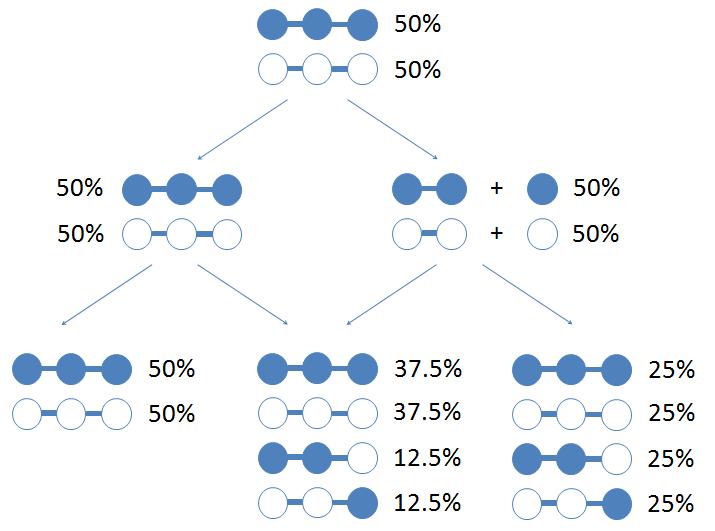
Étiquetage des isotopes stables

En 1933, Schoenheimer émigre aux États-Unis, où ses recherches scientifiques prennent une orientation différente. Avant son émigration, ses travaux sont principalement axés sur le métabolisme du cholestérol. En 1934, Schoenheimer commence ses travaux sur le métabolisme intermédiaire et sur la manière dont les isotopes stables pourraient être appliqués à l'étude. Schoenheimer travaille aux côtés de David Rittenberg et plus tard de Konrad Bloch. Schoenheimer et ses collègues commencent leurs recherches en menant des expériences avec l'utilisation du deutérium qui est un isotope stable de l'hydrogène, découvert par le chimiste physique Harold Urey en 1932. L'une des méthodes utilisées dans l'expérience consiste à administrer de l'eau lourde à des animaux afin d'analyser le deutérium présent dans les différents constituants de l'organisme. Cela suggère quel type de substances utilise l'hydrogène présent dans les fluides corporels et révèle le rôle joué par l'eau dans les processus métaboliques. Leur expérience fournit également des informations sur le processus de dégradation des composés lipidiques contenant du deutérium chez les animaux de laboratoire. Avant cette étude, on supposait que les animaux utilisent les graisses directement des aliments qu'ils ont récemment ingérés et que les réserves de graisse n'étaient utilisées qu'en cas de famine. L'expérience montre que les acides gras restent stockés dans les dépôts corporels même pendant la famine.
Schoenheimer et ses collègues commencent alors une étude du métabolisme des protéines en utilisant l'isotope de l'azote au fur et à mesure qu'il devient disponible. Schoenheimer et son collègue David Rittenberg analysent comment les acides aminés synthétisés contenant de l'Azote fonctionnent dans le corps d'un animal. Ils utilisent des rats adultes comme sujet de leur expérience et ajoutent des acides aminés synthétisés à partir d'ammoniac isotopique à leur alimentation. Lorsque ces régimes sont appliqués en équilibre azoté, il est constaté qu'ils sont incorporés dans les protéines tissulaires à un rythme intensif et rapide. Il y a également des preuves de transformation chimique car de l'azote lourd est présent dans les acides aminés, qui sont isolés des protéines, après ingestion. Cette transformation chimique est similaire à celle démontrée dans les acides gras de ses précédentes expériences sur le Métabolisme intermédiaire. Les résultats de l'expérience montrent que les protéines corporelles sont dans un état continu et dynamique de synthèse et de dégradation. Schoenheimer et Rittenberg sont responsables de la découverte que les constituants du corps sont dans un état de renouvellement chimique constant, car on croyait auparavant qu'ils étaient dans un état statique. Des expériences sur le métabolisme des acides aminés, des acides gras et des produits excréteurs sont utilisées pour étayer et démontrer ce concept de « régénération » métabolique. Ces molécules passent par un processus de remplacement et d'échange dans le tissu corporel, ainsi que par d'autres transformations et réactions chimiques fondamentales. Cette méthode de marquage isotopique des molécules permet à Schoenheimer et ses collègues d'étudier divers problèmes du métabolisme intermédiaire.
À la fin des années 1930, les travaux de Schoenheimer contribuent à l'intérêt croissant pour le métabolisme intermédiaire et la méthode isotopique.

## Mort
Schoenheimer épouse Salome Gluecksohn-Waelsch (en), une zoologiste et généticienne réputée, en 1937. Ils émigrent ensemble aux États-Unis et n'ont pas d'enfants. Ils divorcent ensuite. Schoenheimer est invité à donner des conférences détaillant ses travaux scientifiques et ses découvertes. En 1937, il donne sa conférence Harvey et en 1941, sa conférence Dunham est donnée par ses collègues en son nom. Au sommet de sa carrière, il se suicide en ingérant du cyanure de potassium chez lui à Yonkers, après avoir lutté contre la dépression pendant plusieurs années.

## Héritage
Les travaux scientifiques de Schoenheimer et son développement des techniques de marquage isotopique permettent aux biochimistes de découvrir les différentes voies métaboliques du corps.
Schoenheimer est parmi les premiers scientifiques à identifier que les corps des humains et des animaux ont des processus de renouvellement et de régénération. Les méthodes et techniques utilisées par Schoenheimer fournissent également un moyen de mesurer les quantités de substances dans le corps avant l'avènement des technologies et des logiciels de modélisation dynamique.
L'étude de l'équilibre métabolique de Schoenheimer en 1933 chez les animaux présente les premières preuves d'une « inhibition par rétroaction du produit final de la synthèse du cholestérol ». Plus tard, avec de plus grands progrès scientifiques et technologiques, notamment l'avènement des isotopes radioactifs, de plus amples informations sur la rétroaction du cholestérol sont découvertes.